# Herbert Werner (Politiker)
Herbert Werner (* 20. März 1941 in Teplitz-Schönau, Reichsgau Sudetenland) ist ein deutscher Politiker (CDU) und ehemaliger Abgeordneter des Deutschen Bundestags.

## Ausbildung und Beruf
Nach der Vertreibung aus der Tschechoslowakei kam Herbert Werner 1945 nach Württemberg und wuchs in Ulm auf. Nach seinem Abitur am Kepler-Gymnasium Ulm studierte er Geschichte und Anglistik an der Universität Tübingen und an der University of North Wales.
Nach seinem Studium wurde er Assessor am Gymnasium in Langenau und anschließend bis 1972 Studienrat und später Oberstudienrat am Humboldt-Gymnasium Ulm.
Werner ist seit 1975 verheiratet und Vater von sechs Kindern.

## Politik
1972 wurde der CDU-Politiker als Nachfolger von Ludwig Erhard für den Wahlkreis Ulm Mitglied des Deutschen Bundestages, dem er bis 1994 angehörte.
Werner engagierte sich neben seiner Tätigkeit für die Belange des Wahlkreises Ulm unter anderem für die Bundeswehr, für Innen- und Sicherheitspolitik, für die Belange des Zivil- und Katastrophenschutzes sowie für Familienpolitik. Insbesondere engagierte er sich im Zusammenhang mit der Diskussion um die Legalisierung der Abtreibung als Gegner einer uneingeschränkten Fristenregelung.
Herbert Werner trat in seiner gesamten politischen Laufbahn für eine Wiedervereinigung Deutschlands ein. Bei der Abstimmung über die Hauptstadtfrage stimmte er für die Beibehaltung des Regierungssitzes in Bonn.
Schon vor Schaffung der Kinderkommission des Deutschen Bundestages war Werner von 1990 bis zu seinem Ausscheiden aus dem Parlament offizieller Kinderbeauftragter des Deutschen Bundestages.

## Sonstige Ämter
Als Nachfolger von Josef Stingl wurde er 1991 Bundesvorsitzender der Ackermann-Gemeinde und bekleidete dieses Amt bis 1998. Von 1998 bis 2006 lebte Werner in Prag und wirkte dort bis zu seinem Ruhestand als Co-Geschäftsführer des Deutsch-Tschechischen Zukunftsfonds.
Seit 1991 ist Werner Sprecher der Arbeitsgemeinschaft der katholischen Vertriebenenorganisationen und gehörte ferner dem Zentralkomitee der deutschen Katholiken und dem Sudetendeutschen Rat an.

## Ehrungen
2007 wurde Herbert Werner mit dem Großen Verdienstkreuz des Verdienstordens der Bundesrepublik Deutschland ausgezeichnet.
Papst Johannes Paul II. verlieh ihm 1995 für seine Verdienste um die Römisch-katholische Kirche den Gregoriusorden und ernannte ihn zum Cavaliere.
Die tschechische Regierung verlieh ihm für seine Verdienste um die deutsch-tschechische Aussöhnung 2007 die Tschechische Verdienstmedaille II. Stufe.
Die THW-Helfervereinigung Baden-Württemberg ernannte ihn als Dank für sein langjähriges Engagement für die Bundesanstalt Technisches Hilfswerk zu ihrem Ehrenvorsitzenden.
2006 erhielt er den Kunstpreis zur deutsch-tschechischen Verständigung des Adalbert-Stifter-Vereins.